# Église Saint-Barthélemy de Lans-en-Vercors
Pour les articles homonymes, voir Église Saint-Barthélémy et Saint-Barthélemy.
L'église Saint-Barthélemy de Lans-en-Vercors est une église catholique en France.
Son clocher latéral, daté du XVIe – XVIIe siècle, est inscrit au titre des monuments historiques alors que la nef, reconstruite en 1896, ne l'est que partiellement.

## Édifice religieux

### Architecture
En 1080, une simple église est située à Lans : « ecclesiam autem que est sita in villa que vocatur lanceum » — l'église qui est dans le village que l'on appelle Lans. À la fin du XIIe siècle l'édifice est remplacé par une église romane. Les documents de 1497, en décrivant « Notre Dame de Lanceo », rapportent l'existence de deux chapelles dans l'église sans indiquer si elles sont construites à la même époque que l'édifice roman. L'une d'elles est décrite sous le vocable de saint Barthélemy. Cet apôtre est appelé à devenir le patron de l'église, mais, en 1513, la paroisse apparaît toujours sous le vocable de « Notre-Dame de Lans ». Au début du XVIIe siècle une reconstruction concerne l'abside et renforce le clocher. Une transformation importante de la nef a lieu à la fin du XIXe siècle. Actuellement, les reliques du saint sont exposées fin août lors de sa fête.
Le clocher, du début du XVIIe siècle, est placé latéralement et s'appuie au chœur. Avec une forme de tour carrée, il est à la fois trapu et élancé. Il comprend deux niveaux de baies. Au sommet de ses quatre angles, se trouvent quatre pyramidons. La flèche en pierre forme une pyramide octogonale plutôt courte. Il est partiellement inscrit à l'inventaire supplémentaire des monuments historiques.
Le chevet d'inspiration gothique, soutenu par des contreforts extérieurs, est pentagonal. À l'intérieur, l'abside est voutée en ogive. Le mur nord du chœur est celui de la nef romane. En face, il est renforcé par un mur intérieur de ciment. Il ne reste que la partie extérieure et mutilée d'une porte romane — autrefois second accès de la nef. La voûte du chœur en croisée d'ogives est dans le style néo-gothique. Ce vestige de nef romane, devenu chœur, s'ouvre sur la nef actuelle par un arc triomphal imposant. Il reçoit un maître-autel en marbre.
La nef est entièrement néogothique avec des murs flanqués de contreforts. La façade est encadrée de deux tourelles. Un perron mène au porche au-dessus duquel se trouve la même fenêtre voûtée que les six situées de chaque côté. De part et d'autre de cette fenêtre, se trouve une niche et, au-dessus, une horloge qui provient du clocher. Au sommet, domine une croix grecque. Le toit très pentu est couvert d'ardoises. Le mobilier est en chêne.
Une des deux fenêtres de la sacristie, avec son arc brisé, est de la même période que le clocher.

### Vitraux
Les vitraux réalisés par Jean-Baptiste Jandet portent la dédicace des paroissiens.

### Cloches
Probablement lors de sa construction[De quoi ?], une cloche est installée. Elle porte l'inscription : « IESVS MARIA SANCTVS BARTOLOMEVS ORA PRO NOBIS […] 1610 » — Jésus, Marie, saint Barthélemy, priez pour nous […] 1610. Cette cloche, qui est la plus ancienne des trois, sonne un do dièse. Elle est classée au titre des monuments historiques.

## Prieuré
Le prieuré-presbytère attenant possède sur le côté une tourelle déjà présente au début du XVIIe siècle. Elle symbolise la noblesse du propriétaire sous l'ancien régime et même au-delà. Il en est de même du pigeonnier qui témoigne d'un privilège. Depuis la fin du XIXe siècle, le toit sans ses sauts de moineau est couvert d'ardoise.

## Liste des curés
Dès l'origine, en 1080, les chanoines du prieuré de Saint-Martin-de-Miséré — sur l'actuelle commune de Montbonnot-Saint-Martin — choisissent un prieur qui est désigné comme curé de la paroisse de Lans par l'évêque de Grenoble. Puis, après la Révolution, ces prieurs disparaissent et le curé est nommé par le seul évêque. En 2000, la paroisse de Lans-en-Vercors fait place à la paroisse de La Croix de Valchevrière qui réunit huit clochers ou relais. Son curé, qui réside à Villard-de-Lans, est nommé par l'évêque de Grenoble. Il vient célébrer, chaque semaine, une messe catholique romaine.

## Cinéma
En 2001, deux séquences du film Une hirondelle a fait le printemps de Christian Carion avec Michel Serrault et Mathilde Seigner y sont tournées. Les Lantiers sont nombreux dans la dernière séquence.